# Erin Township (Iowa)
Pour les articles homonymes, voir Erin Township.
Erin Township est un township, du comté de Hancock en Iowa, aux États-Unis,.

## Source de la traduction
- (en) Cet article est partiellement ou en totalité issu de l’article de Wikipédia en anglais intitulé « Erin Township, Hancock County, Iowa » (voir la liste des auteurs).